# 박명

일출 전의 시민·항해·천문박명을 나타낸 모식도

일몰 후의 시민·항해·천문박명을 나타낸 모식도

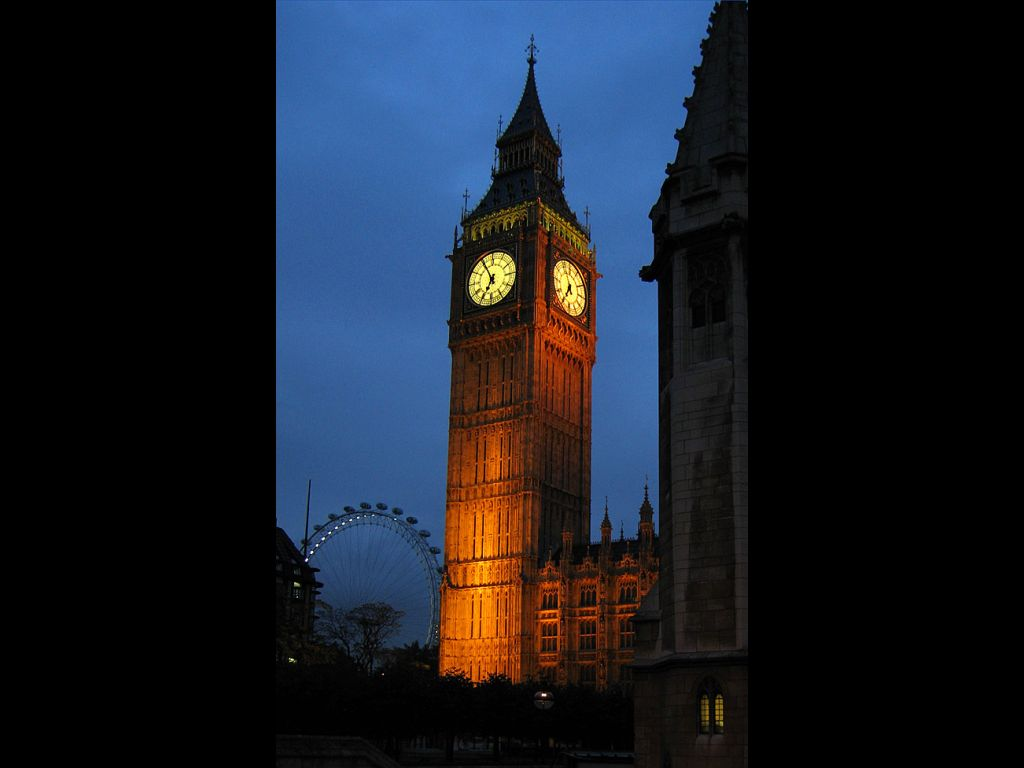
영국 런던의 엘리자베스 타워 주변의 박명

박명(薄明, twilight)이란 일출 전, 혹은 일몰 후에 빛이 남아있는 상태를 말한다. 다른 의미로는 황혼(黃昏), 여명(黎明, 문화어: 려명), 서광(曙光)을 가리키기도 한다.

## 개요
박명은 태양의 기하학적 중심점(geometric center)에 따른 고도에 따라 정의한다. 박명은 태양의 고도에 따라 상용박명(常用薄明, 또는 시민박명(市民薄明)), 항해박명(航海薄明), 천문박명(天文薄明)으로 구분한다. 그 지속 시간은 위도와 계절에 따라 다르며, 극지방에서는 몇 시간 또는 하루 종일 지속되기도 한다.

## 종류

### 상용박명 (시민박명)
상용박명(常用薄明) 또는 시민박명(市民薄明)은 태양이 지평선(또는 수평선)바로 아래와 고도 -6° 사이에 위치할 때의 박명이다. 일출 전 시민박명은 태양의 중심점이 지평선(또는 수평선) 아래 6°에 위치할 때부터 일출 직전까지이며, 일몰 후 시민박명은 일몰 직후부터 태양의 중심점이 지평선(또는 수평선) 아래 6°에 위치할 때까지이다. 대한민국의 서울에서는 약 30분가량 지속된다. 이 시기에는 육안으로도 사물을 구분할 수 있으며, 하늘에는 금성이 보인다. 조명 없이도 일상적인 야외 활동이 가능하다.

### 항해박명
항해박명(航海薄明)은 태양의 중심점이 지평선(또는 수평선)에서부터 6° ~ 12° 아래에 위치할 때의 박명이다. 서울에서는 30분에서 40분가량 지속되며, 일출 전 또는 일몰 후 30분 ~ 1시간 10분에 해당하는 시간대이다. 이 시기에는 잘 알려진 별들이 보이기 시작하고, 수평선도 구분할 수 있기 때문에 이를 이용하여 항해 시 현재의 위치를 알아내는 데 사용하였다. 조명 없이도 사물의 윤곽은 알아볼 수 있으나 일상적인 야외 활동은 불가능하다.

### 천문박명
천문박명(天文薄明)은 태양의 중심점이 지평선(또는 수평선)에서부터 12° ~ 18° 아래에 위치할 때의 박명이다. 서울에서는 30분에서 40분가량 지속된다. 이 시기에는 거의 대부분의 별들을 관측할 수 있으나, 성운이나 은하수같은 천체들은 볼 수 없다. 일몰 후 천문박명 이후부터 일출 전 천문박명 이전까지의 '완전한 밤' 시간에는 6등급의 별도 육안으로 관측이 가능하다.

## 지속 시간
위도가 높을수록 지속 시간이 길다. 길이는 대체로 천문박명>항해박명>시민박명이지만, 고위도에서는 시민박명>항해박명>천문박명이 되기도 한다.

## 군사적 활용
항해박명 시간에는 육안으로 사물의 윤곽을 구별할 수 있으나 천문박명 시간에는 그렇지 않기 때문에, 일출 전 항해박명이 시작하거나 일몰 후 항해박명이 끝나는(태양의 고도가 -12°인) 시각은 전술적으로 중요한 의미를 지닌다. 일출 전 항해박명 시작 시각을 군사 용어로 해상박명초(海上薄明初)라고 하며, BMNT(Begin Morning Nautical Twilight)라고도 한다. 일몰 후 항해박명 종료 시각은 해상박명종(海上薄明終)으로 부르며, EENT(End Evening Nautical Twilight)라고도 한다. 해상박명종부터 다음날 해상박명초까지는 육안으로 사물의 윤곽을 구별할 수 없기 때문에, 해상박명종을 전후하여 매복이나 경계 근무 등 각종 야간 군사 작전을 개시하며, 다음날 해상박명초를 전후하여 종료한다.

## 같이 보기
- 비너스의 띠
- 블루아워
- 녹색 광선
- 극야